# Der Gesang der Flusskrebse (Film)
Der Gesang der Flusskrebse (Originaltitel Where the Crawdads Sing) ist ein Drama unter der Regie von Olivia Newman aus dem Jahr 2022. Der Film basiert auf dem gleichnamigen Roman von Delia Owens.

## Handlung
Die Great Dismal Swamps an der Küste von North Carolina im Jahr 1969. Hier wird der populäre Quarterback Chase Andrews tot aufgefunden; offenbar war er durch ein offenes Bodengitter eines Feuerwachturms gestürzt. Die Polizei geht schon bald nicht mehr von einem natürlichen Tod aus und verdächtigt Kya Clark, die in der nahen Kleinstadt nur das „Marschmädchen“ genannt wird, da sie schon seit Jahren alleine und zurückgezogen in den Sümpfen lebt. Sie hatte eine Affäre mit Chase gehabt. Kya wird verhaftet und von den meisten Bewohnern vorverurteilt. Der eigentlich schon im Ruhestand befindliche Anwalt Tom Milton ist ihr wohlgesinnt und übernimmt ihre Verteidigung vor Gericht.
In Rückblenden wird die Lebensgeschichte von Kya aufgerollt, die schon seit ihrer Geburt im Jahr 1945 in dem Haus in den Sümpfen lebt. Die ständigen Gewaltausbrüche und Alkoholexzesse des Vaters bringen die Mutter in Kyas Kindheit dazu, die Familie zu verlassen. Wenig später fliehen auch ihre älteren Geschwister vor dem tyrannischen Vater, eines Tages kommt auch dieser nicht mehr nach Hause. Erst Jahre später kehrt mit ihrem älteren Bruder Jodie ein Mitglied der Familie wieder in den Ort zurück. Von ihm erfährt Kya, dass ihre Mutter nach dem Durchstehen vieler psychischer Probleme ihre Familie wieder zusammenführen wollte, aber vorher an Leukämie starb.
Nahezu ihre einzigen Kontakte zur Außenwelt sind für einige Jahre der afroamerikanische Gemischtwarenhändler Jumpin und dessen Frau Mabel, die Mitgefühl für ihre Situation zeigen und ihr regelmäßig Muscheln abkaufen, so dass sie ihren Lebensunterhalt bestreiten kann. Anfang der 1960er-Jahre freundet sie sich mit dem Krabbenfischersohn Tate an, der ihr Lesen und Schreiben beibringt. Sie hat großes Talent als Zeichnerin, und Tate gibt ihr eine Liste von Verlagen, damit sie sich dort mit ihren Arbeiten bewirbt, um für ihr Auskommen nicht weiterhin nur auf Muscheln angewiesen zu sein. Tatsächlich kauft ein Verlag später ihre Bilder und Naturbeschreibungen. Als Tate aufs College geht, vereinbaren sie das nächste Treffen am 4. Juli, doch Tate versetzt sie und meldet sich jahrelang nicht.
Einige Jahre später bandelt Chase heimlich mit Kya an und verspricht sogar, sie zu heiraten, woraufhin sie sich ihm hingibt. Der inzwischen in den Ort zurückgekehrte Tate arbeitet nun als Biologe und bereut sein damaliges Verhalten. Er möchte sie vor den leeren Versprechungen von Chase warnen, doch Kya ist immer noch enttäuscht von Tate. Als Kya durch Zufall erfährt, dass sich Chase mit einem anderen – in der Gemeinschaft von Barkley Cove angesehenen – Mädchen verlobt hat, beendet sie die Beziehung zu Chase. Er akzeptiert das nicht und versucht, Kya zu vergewaltigen, wird aber von ihr abgewehrt, woraufhin er ihr Haus in der Marsch verwüstet. Kya droht Chase mit dem Tod, sollte er sich ihr noch einmal nähern, was ein Fischer hört. Dieser Umstand belastet Kya vor Gericht – neben Spuren ihrer Wollmütze, die bei der Leiche von Chase gefunden wurden, und einem verschwundenen Muschel-Amulett, das Chase von Kya einst geschenkt bekommen und immer getragen hatte.
Vor Gericht entkräftet Anwalt Milton die Theorien der Anklage über den Tathergang, ohne Kya selbst in den Zeugenstand treten zu lassen und sie so einem Kreuzverhör durch den Staatsanwalt auszusetzen. So endet der Prozess mit einem Freispruch. Kya und Tate kommen wieder zusammen und erforschen über Jahrzehnte die Marsch. Als Kya mit über 70 Jahren stirbt, findet Tate unter ihren Sachen das verschwundene Amulett und damit den Beweis dafür, dass Kya Chase getötet hat, um sich zu schützen und nicht den Rest ihres Lebens allein und in Angst leben zu müssen. Tate wirft das Amulett ins Marschwasser.

## Produktion und Veröffentlichung
| Figur                       | Darsteller        | Deutscher Sprecher |
| --------------------------- | ----------------- | ------------------ |
| Catherine ‚Kya‘ Clark       | Daisy Edgar-Jones | Daniela Molina     |
| … alt                       | Leslie France     | stumm              |
| Tate Walker                 | Taylor John Smith | Max Felder         |
| …alt                        | Sam Anderson      | Helmut Gauß        |
| Chase Andrews               | Harris Dickinson  | Henning Nöhren     |
| Tom Milton                  | David Strathairn  | Reinhard Kuhnert   |
| ‚Ma‘ Clark                  | Ahna O’Reilly     | Luise Helm         |
| ‚Pa‘ Clark                  | Garret Dillahunt  | Martin Kautz       |
| Bezirksamtmann              | Mike Harkins      | Sven Brieger       |
| Brian                       | Patrick Nicks     | Tom Gronau         |
| Scupper, Tate Walkers Vater | Don Stallings     | Uwe Jellinek       |
| Richter Sims                | Dane Rhodes       | Axel Lutter        |
| Jodie Clark                 | Logan Macrae      | Konrad Bösherz     |

Für die von Sony Pictures finanzierte Produktion stand ein Budget in Höhe von 24 Millionen US-Dollar bereit. Produziert wurde der Film von den Studios 3000 Pictures und Hello Sunshine. Owens’ Roman wurde von Lucy Alibar für den Film adaptiert. Olivia Newman führte Regie.
Die Dreharbeiten fanden von Ende März bis Ende Juni 2021 in New Orleans und Houma, Louisiana statt. Die deutschsprachige Synchronisation entstand nach den Dialogbüchern von Alexander Löwe sowie unter der Dialogregie von Christoph Cierpka durch die Iyuno Germany, Berlin.
Die Filmmusik komponierte Mychael Danna. Das von Taylor Swift für den Film geschriebene Lied Carolina wurde im März 2022 veröffentlicht. Mit dem Song ist auch der erste Trailer unterlegt, der zeitgleich vorgestellt wurde.
Kinostart des Films in den USA war am 15. Juli 2022, in Deutschland am 18. August 2022. Die weltweiten Einnahmen aus Kinovorführungen belaufen sich auf 144,35 Millionen US-Dollar.

## Rezeption

### Kritiken
Der Gesang der Flusskrebse erhielt ein eher schlechtes Presseecho, was sich auch in den Auswertungen US-amerikanischer Aggregatoren widerspiegelt. So erfasst Rotten Tomatoes überwiegend kritische Besprechungen und ordnet den Film dementsprechend als „Gammelig“ ein. Laut Metacritic fallen die Bewertungen im Mittel „Durchwachsen oder Durchschnittlich“ aus. Demgegenüber gaben von CinemaScore befragte US-Kinobesucher im Durchschnitt ein A– entsprechend der deutschen Schulnote 1–. Und in einer von PostTrak vorgenommenen Umfrage bewerteten 87 % der Zuschauer den Film positiv, 70 % würden ihn definitiv empfehlen.
Die Kritiker von TV Spielfilm bemängelten anlässlich des deutschen Kinostarts, Der Gesang der Flusskrebse sei ein „vorlagengetreuer Fanfilm mit mehr Schmalz als Spannung“. Der Film halte sich zwar „eng an die Vorlage“ und übertrage „die darin mystisch beschriebene Natur kongenial auf die Leinwand“. Jedoch werde „die im Plot steckende Emanzipationsgeschichte, die sich im finalen Twist wirkungsvoll offenbart, leider von Edgar-Jones’ rehäugiger Einfältigkeit und schwülstig inszenierten Romantikeinlagen konterkariert“.

### Auszeichnungen
Critics’ Choice Movie Awards 2023
- Nominierung als Bestes Lied („Carolina“ – Taylor Swift)

London Critics’ Circle Film Awards 2023
- Nominierung als Bester britischer Darsteller (Harris Dickinson, auch für See How They Run & Triangle of Sadness)[19]

MTV Movie & TV Awards 2023
- Auszeichnung als Bester Song („Carolina“ – Taylor Swift)[20]

Music Supervisors Guild Awards 2023
- Nominierung als Bester Filmsong („Carolina“ – Taylor Swift)[21]

World Soundtrack Awards 2023
- Nominierung als Bester Filmsong („Carolina“ – Taylor Swift)[22]